# Myrbagge
Myrbagge (Thanasimus formicarius) är en skalbaggsart som först beskrevs av Carl von Linné 1758.  Myrbagge ingår i släktet Thanasimus, och familjen brokbaggar. Arten är reproducerande i Sverige.
Myrbaggen är 7–10 mm stor, med brokigt i svart, rött och vitt tecknat skal och långsträckt, något plattad och tätt finluden kropp. Både den fullbildade myrbaggen och dess ljusröda larver med mörbrunt huvud är rovdjur och lever övervägande på barkborrar och andra träinsekter.

## Bildgalleri

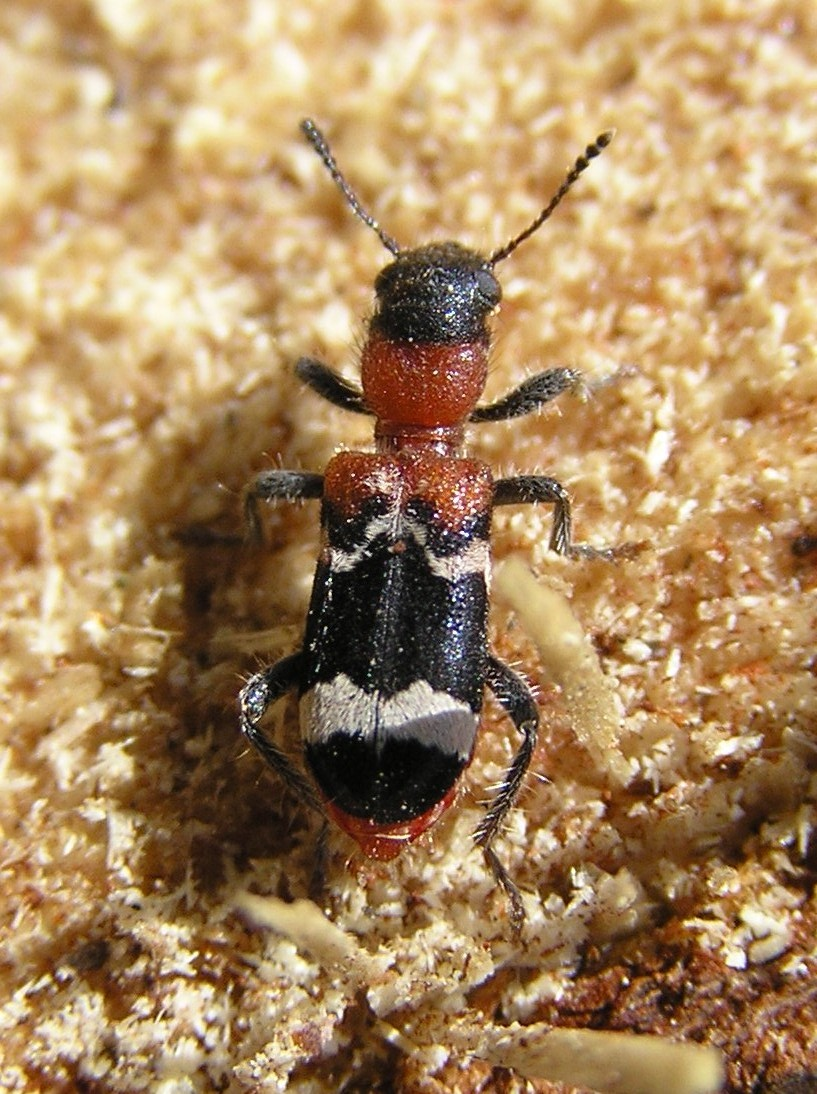
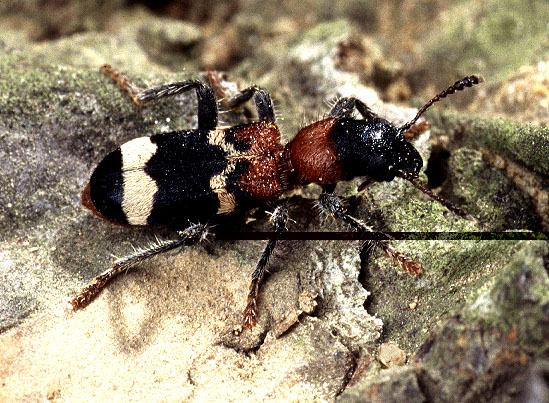
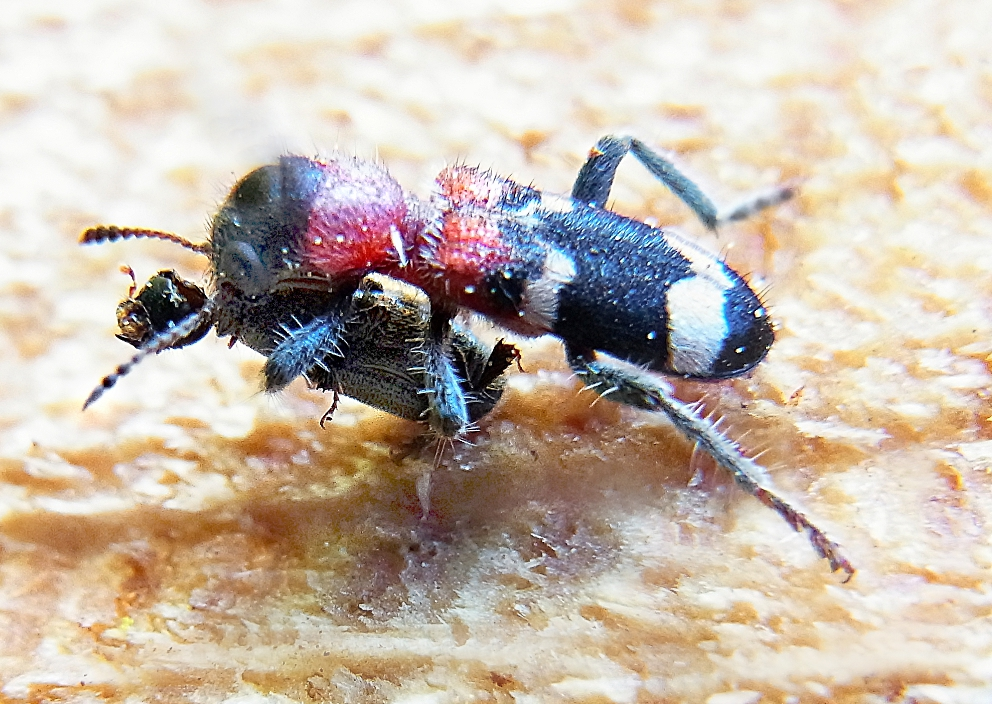
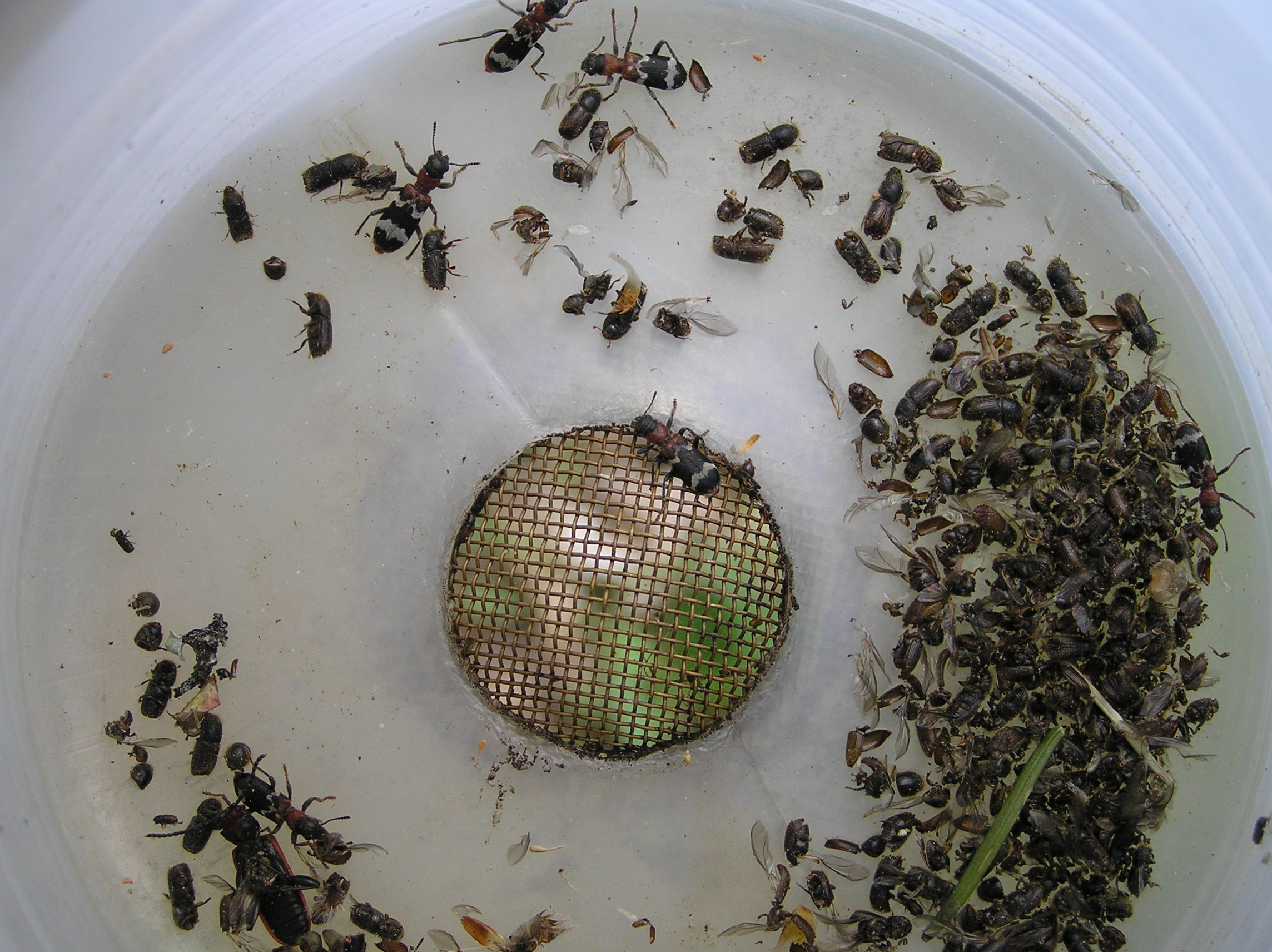
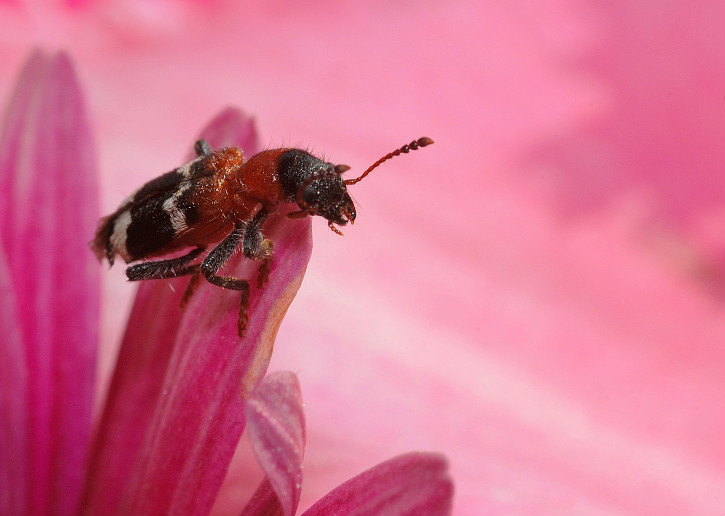